# Roestbuikstruikkoekoek
De roestbuikstruikkoekoek (Cacomantis castaneiventris) is een vogel uit de familie Cuculidae (koekoeken).

## Verspreiding en leefgebied
Deze monotypische soort komt voor in Nieuw-Guinea en noordoostelijk Australië.